# مرض فان بوخيم
مرض فان بوخيم(الإنجليزية:Van Buchem disease) أو فرط التعظم القشري العامhyperostosis corticalis) generalisata)، هو مرض هيكلي جسمي متنحي يتميز بنمو عظمي غير مقيد، وخاصة في الفك السفلي والجمجمة والأضلاع.
تم وصف المرض لأول مرة في عام 1955 من قبل فرانس فان بوخيم، عند وصف مريضين من نفس العائلة في أورك في هولندا. ووجد أن السبب هو أن العظم تم إنتاجه بشكل أسرع، مما يجعله أكثر سمكًا مع تقدم المريض في العمر.

## التحليل

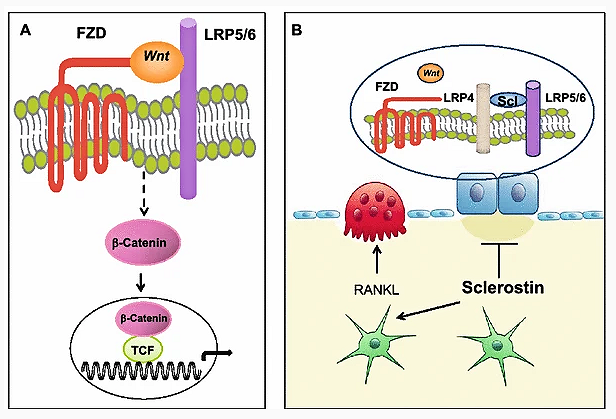
عرض تخطيطي لمسار إشارات Wnt التقليدي وتأثير السكليروستين على خلايا العظام.

كانت الأعراض الأولى التي يعاني منها المصابون غالبًا هي الصمم وشلل الوجه، بسبب ضغط العظم المتنامي على الأعصاب.
يمكن إرجاع هذه الحالة إلى حذف في الكروموسوم 17q. ونظرًا لأن المرض متنحي، فلن يتأثر الطفل بالمرض إلا إذا كان كلا الوالدين حاملين وكان الطفل متماثل الزيجوت للأليل، مما يعني أن لديهم الأليل مكررًا. الجين المعني هو SOST، وبالتالي فإن البروتين المعني هو السكليروستين.
كانت هناك محاولات لتخفيف معاناة مريض يعاني من مرض فان بوخيم عبر إجراء عملية فتح الجمجمة الجبهية الجدارية الثنائية الكبيرة وإزالة الضغط عن الثقب الكبير في الجمجمة، مما أدى إلى تخفيف أعراضه بشكل شبه كامل.

## أورك
هناك أقل من 30 مريضًا مؤكدًا معروفًا أنهم يعانون من هذا المرض؛ 22 منهم من هولندا و14 من أورك على وجه التحديد.  مدينة أورك كانت في السابق جزيرة في بحر الجنوب، تم استصلاح الأرض في عام 1942. ومع ذلك، ظل السكان مجتمعًا مغلقًا، وقد أدت قرون من العزلة إلى نتيجة في الزواج المختلط الحصري تقريبًا. وقد زاد هذا من خطر الإصابة ببعض الاضطرابات الوراثية مثل مرض فان بوخيم.

## أنظر أيضا
- السكليروستين
- فان بوخيم